# Al-Balad
Al-Balad “A Metrópole” (do árabe: البلد) é a nonagésima sura do Alcorão e tem 20 ayats.